# Tambatitanis amicitiae
Tambatitanis amicitiae es la única especie conocida del género extinto Tambatitanis de dinosaurio saurópodo titanosauriforme que vivió a mediados del período Cretácico, entre 112 a 109 millones de años, durante el Albiense, en lo que ahora es Asia. 

## Descripción
La longitud del cuerpo de Tambatitanis es difícil de determinar porque se conoce poco material del cuello y el tronco. La cola indica una longitud total de entre 10 y 15 metros. En 2016, Gregory S. Paul estimó que tenía alrededor de 14 metros de largo y su masa se estimó en unas 4 toneladas.

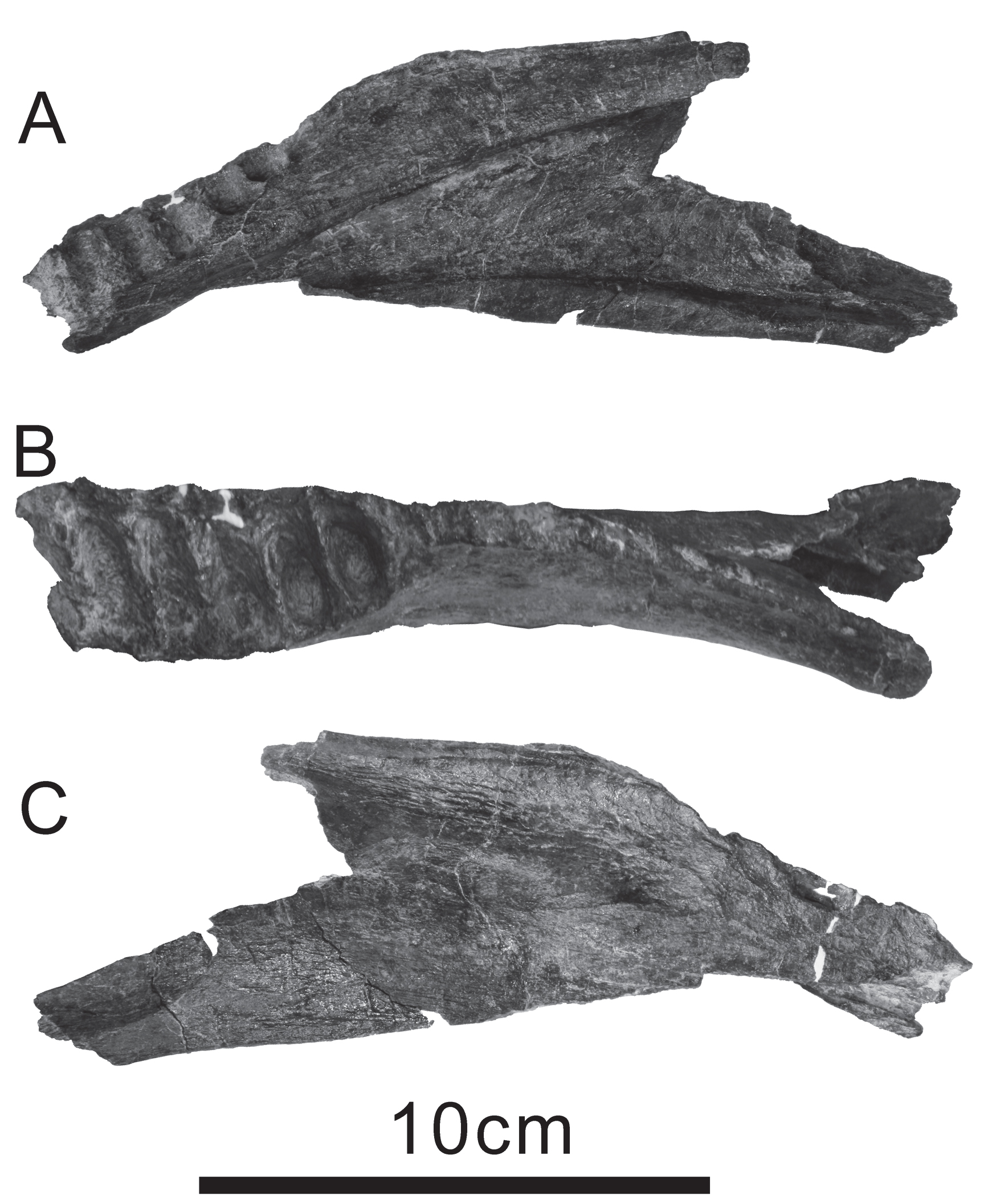
Hueso dentario.

Los descriptores pudieron identificar algunas características distintivas. En la parte posterior de la cabeza se encuentra la parte superior del eje del proceso paroccipital, que forma el borde inferior de una fenestra posttemporal, transversalmente corta y en forma de V en vista trasera. En las vértebras caudales anteriores, el vértice de la apófisis espinosa y las apófisis articulares posteriores sobresalen por detrás del borde del cuerpo vertebral. En vista lateral, las apófisis espinosas de las vértebras posteriores de la cola están fuertemente inclinadas hacia adelante, formando un perfil arqueado. El vértice de las apófisis espinosas de las vértebras sacras anteriores es ensanchado y semicircular, con su parte anterior ahuecada por un crecimiento posterior del receso entre la apófisis espinosa y las apófisis articulares anteriores. Los procesos laterales de las vértebras anteriores de la cola son cortos y tienen forma de L. El cheurón de la primera vértebra de la cola es el más largo de todos los saurópodos conocidos en comparación con el tamaño del cuerpo. Los extremos de los cheurones anteriores tienen forma de varilla. Los extremos de los cheurones medios están aplanados transversalmente.

## Descubrimiento e investigación
Sus restos fósiles aparecieron en la formación inferior del grupo Sasayama, en la prefectura de Hyōgo, isla de Honshū, Japón. El holotipo fue recolectado entre 2006 y 2010. En agosto de 2006, dos amigos, los paleontólogos aficionados Murakami Shigeru y Adachi Kiyoshi, encontraron los restos de un saurópodo cerca de Kamitaki, cerca de la ciudad de Tamba en la prefectura de Hyogo. Se necesitaron cinco años para desalojarlo en el sitio de la roca dura en un área de seis por cuatro metros. Es conocido solo a partir de la especie tipo Tambatitanis amicitiae. En 2014, la especie tipo Tambatitanis amicitiae fue nombrada y descrita por Haruo Saegusa y Tadahiro Ikeda . El nombre del género se deriva de la región de Tamba y los titanes, un género gigante de la mitología griega. El epíteto específico es el genitivo de amicitia, latín para "amistad", una referencia a los dos amigos.
El holotipo, MNHAH D-1029280, se ha encontrado en una capa del grupo Sasayama inferior, que se cree que data del Albiano temprano. Consiste en un esqueleto parcial con cráneo. Se conservan dientes sueltos, un cráneo, un trozo de mandíbula inferior derecha anterior, un atlas, un trozo de una vértebra cervical más posterior, un trozo de vértebras, costillas, costillas de la primera vértebra sacra, un proceso espinoso de una vértebra sacra , una serie que consta de once vértebras sacras anteriores, nueve vértebras sacras posteriores, cheurones, un ilion con cuatro costillas sacras y un pubis. Los fósiles forman parte de la colección del Museo de la Naturaleza y las Actividades Humanas.

## Clasificación
Un análisis cladístico inicial lo sitúa próximo a Qiaowanlong, Erketu, Euhelopus, Daxiatitan, Tangvayosaurus y Phuwiangosaurus. Era un titanosauriforme basal y posiblemente perteneció a Euhelopodidae. Tambatitanis se coloca dentro de los Titanosauriformes en Somphospondyli . Un análisis cladístico indicó una posición basal en Euhelopodidae, arriba de Erketu en el árbol genealógico y debajo de un clado formado por Euhelopus, Daxiatitan y las especies hermanas Tangvayosaurus y Phuwangiosaurus. Sin embargo, los revisores destacaron que estos resultados son preliminares y que el cráneo de Tambatitanis es más similar al de Titanosauridae.